# Флор'я (станція)
40°58′22″ пн. ш. 28°47′15″ сх. д. / 40.972914183342° пн. ш. 28.787570243349° сх. д.
Залізнична станція Флор'я (тур. Florya istasyonu) — залізнична станція на лінії S-bahn Мармарай мікрорайон Шенліккьой, Бакиркьой, Стамбул, Туреччина. 
Станція була відкрита 4 грудня 1955 року для початку приміського сполучення між Сіркеджі та Халкали. 

У 2013 році станцію було закрито, коли приміське сполучення було тимчасово призупинено для відновлення залізниці та її станцій. 
Станція Флорія була знесена та перебудована для розміщення третьої колії. 
Нова станція була введена в експлуатацію на початку 2019 року і стала зупинкою на лінії приміської залізниці Мармарай. 

Станція використовується громадськістю для доступу до пляжу Флор'я, популярного міського пляжу в Стамбулі.

## Сервіс
| Попередня станція        | Лінія | Лінія    | Лінія | Наступна станція         |
| ------------------------ | ----- | -------- | ----- | ------------------------ |
| Кючюкчекмедже до Халкали |       | Мармарай |       | Флор'я-акваріум до Гебзе |